# Romain Maes
Romain Maes (10 de agosto de 1912 - 22 de febrero de 1983), fue un ciclista profesional belga, nacido en la localidad de Zerkegem.
Ganó el Tour de Francia en 1935, en el cual consiguió ganar 3 etapas y portar el maillot amarillo desde la primera etapa hasta la última, hazaña que sólo se había conseguido anteriormente en tres ocasiones (1903, 1924 y 1928, aunque en la edición de 1903 aún no se había instaurado el maillot amarillo), y que jamás se ha vuelto a lograr desde entonces.
Ganó otra etapa más en la edición de 1939, que no llegó a finalizar.

## Palmarés
1933
- Tour de l'Ouest

1934
- 1 etapa del Tour de l'Ouest
- 1 etapa del París-Niza

1935
- París-Lille
- Tour de Francia , más 3 etapas

1936
- Circuit de Paris

1939
- 1 etapa del Tour de Francia

## Resultados en las grandes vueltas
| Carrera | Carrera         | 1933 | 1934 | 1935 | 1936 | 1937 | 1938 | 1939 | 1940 | 1941 | 1942 |
| ------- | --------------- | ---- | ---- | ---- | ---- | ---- | ---- | ---- | ---- | ---- | ---- |
|         | Giro de Italia  | —    | —    | —    | —    | —    | —    | —    | —    | X    | X    |
|         | Tour de Francia | —    | Ab.  | 1.º  | Ab.  | —    | —    | Ab.  | X    | X    | X    |
|         | Vuelta a España | X    | X    | —    | —    | X    | X    | X    | X    | —    | —    |